# Tournoi de clôture du championnat du Paraguay de football 2011
Navigation
Tournoi précédent Tournoi suivant
Le tournoi de clôture de la saison 2011 du Championnat du Paraguay de football est le second tournoi semestriel de la cent-unième saison du championnat de première division au Paraguay. Les douze clubs participants sont réunis au sein d'une poule unique où ils affrontent leurs adversaires deux fois, à domicile et à l'extérieur. À l’issue du tournoi, un classement cumulé des trois dernières années permet de déterminer les deux clubs relégués en deuxième division.
C'est le Club Olimpia qui remporte le tournoi après avoir terminé en tête du classement final, avec trois points d'avance sur Cerro Porteño et six sur Club Libertad. C'est le trente-neuvième titre de champion du Paraguay de l'histoire du club.

## Qualifications continentales
Le vainqueur du tournoi Clôture est qualifié pour la Copa Libertadores 2012. De plus, un classement cumulé des deux tournois de la saison permet d’attribuer la troisième place en Copa Libertadores et les quatre clubs qualifiés pour la Copa Sudamericana 2012.

## Les clubs participants
| - Club Libertad - Club Nacional - Cerro Porteño - Club Guaraní - General Caballero SC - Club Sol de América | - Club Atlético 3 de Febrero - Club Olimpia - Independiente Campo Grande - Tacuary FC - Club Sport Colombia - Club Rubio Ñu |

## Compétition
Le barème utilisé pour établir le classement est le suivant :
- Victoire : 3 points
- Match nul : 1 point
- Défaite : 0 point

### Classement
| Rang | Équipe                     | Pts | J  | G  | N | P  | Bp | Bc | Diff |
| ---- | -------------------------- | --- | -- | -- | - | -- | -- | -- | ---- |
| 1    | Club Olimpia               | 46  | 22 | 14 | 4 | 4  | 38 | 22 | +16  |
| 2    | Cerro Porteño              | 43  | 22 | 12 | 7 | 3  | 41 | 22 | +19  |
| 3    | Club Libertad              | 40  | 22 | 11 | 7 | 4  | 36 | 19 | +17  |
| 4    | Club NacionalT             | 36  | 22 | 11 | 3 | 8  | 34 | 27 | +7   |
| 5    | Tacuary FC                 | 30  | 22 | 7  | 9 | 6  | 31 | 28 | +3   |
| 6    | Independiente Campo Grande | 30  | 22 | 7  | 9 | 6  | 29 | 26 | +3   |
| 7    | Club Sol de América        | 28  | 22 | 7  | 7 | 8  | 27 | 30 | -3   |
| 8    | Club Rubio Ñu              | 27  | 22 | 7  | 6 | 9  | 25 | 29 | -4   |
| 9    | Club Guaraní               | 24  | 22 | 6  | 6 | 10 | 32 | 37 | -5   |
| 10   | General Caballero SC       | 23  | 22 | 7  | 2 | 13 | 29 | 49 | -20  |
| 11   | Club Atlético 3 de Febrero | 18  | 22 | 4  | 6 | 12 | 29 | 41 | -12  |
| 12   | Club Sportivo Luqueño      | 15  | 22 | 3  | 6 | 13 | 18 | 39 | -21  |

|  | Qualification pour la Copa Libertadores 2012 |
|  | T : Tenant du titre                          |

### Classements cumulés
| Rang | Équipe                     | Pts | J  | G  | N  | P  | Bp | Bc | Diff |
| ---- | -------------------------- | --- | -- | -- | -- | -- | -- | -- | ---- |
| 1    | Club OlimpiaClo            | 88  | 44 | 26 | 10 | 8  | 82 | 44 | +38  |
| 2    | Club NacionalOuv           | 83  | 44 | 25 | 8  | 11 | 68 | 45 | +23  |
| 3    | Club Libertad              | 79  | 44 | 22 | 13 | 9  | 64 | 37 | +27  |
| 4    | Cerro Porteño              | 67  | 44 | 17 | 16 | 11 | 64 | 51 | +13  |
| 5    | Tacuary FC                 | 60  | 44 | 13 | 21 | 10 | 48 | 42 | +6   |
| 6    | Club Guaraní               | 58  | 44 | 15 | 13 | 16 | 55 | 56 | -1   |
| 7    | Club Rubio Ñu              | 58  | 44 | 15 | 13 | 16 | 60 | 63 | -3   |
| 8    | Independiente Campo Grande | 52  | 44 | 11 | 19 | 14 | 55 | 55 | 0    |
| 9    | Club Sol de América        | 49  | 46 | 12 | 13 | 21 | 48 | 63 | -15  |
| 10   | Club Atlético 3 de Febrero | 41  | 44 | 9  | 14 | 21 | 52 | 72 | -20  |
| 11   | General Caballero SC       | 41  | 44 | 11 | 8  | 25 | 50 | 85 | -35  |
| 12   | Club Sportivo Luqueño      | 35  | 44 | 7  | 14 | 23 | 42 | 75 | -33  |

| Rang | Équipe                     | Pts   | J   | G | N | P | Bp | Bc | Diff |
| ---- | -------------------------- | ----- | --- | - | - | - | -- | -- | ---- |
| 1    | Club Libertad              | 1,878 | 132 |   |   |   |    |    |      |
| 2    | Cerro Porteño              | 1,810 | 132 |   |   |   |    |    |      |
| 3    | Club Nacional              | 1,795 | 132 |   |   |   |    |    |      |
| 4    | Club Olimpia               | 1,734 | 132 |   |   |   |    |    |      |
| 5    | Club Guaraní               | 1,590 | 132 |   |   |   |    |    |      |
| 6    | Club Rubio Ñu              | 1,416 | 132 |   |   |   |    |    |      |
| 7    | Tacuary FC                 | 1,219 | 132 |   |   |   |    |    |      |
| 8    | Independiente Campo Grande | 1,181 | 44  |   |   |   |    |    |      |
| 9    | Club Sol de América        | 1,090 | 132 |   |   |   |    |    |      |
| 10   | Club Sportivo Luqueño      | 0,969 | 132 |   |   |   |    |    |      |
| 11   | General Caballero SC       | 0,931 | 44  |   |   |   |    |    |      |
| 12   | Club Atlético 3 de Febrero | 0,924 | 132 |   |   |   |    |    |      |

## Bilan de la saison
| Championnat du Paraguay de football 2011 |                            |
| Champion                                 | Club Olimpia (39e titre)   |
| Qualifications continentales             |                            |
| Copa Libertadores 2012                   | Club Olimpia               |
| Copa Libertadores 2012                   | Club Nacional              |
| Copa Libertadores 2012                   | Club Libertad              |
| Copa Sudamericana 2012                   | Club Olimpia               |
| Copa Sudamericana 2012                   | Cerro Porteño              |
| Copa Sudamericana 2012                   | Tacuary FC                 |
| Copa Sudamericana 2012                   | Club Guaraní               |
| Promotions et relégations                |                            |
| Promus en Primera División               | Club Cerro Porteño         |
| Promus en Primera División               | Club Sportivo Carapeguá    |
| Relégués en División Intermedia          | General Caballero SC       |
| Relégués en División Intermedia          | Club Atlético 3 de Febrero |